# Labyrinthulomycetes
Labyrinthulomycetes (ICBN) ou Labyrinthulea (ICZN) é uma classe de protistas que produzem uma rede ectoplasmática de filamentos ramificados, ou túbulos, estruturas reticuliformes viscosas que servem como guias e suportes para o deslizamento das células, que se vão movimentando sobre aqueles filamentos na busca dos nutrientes que absorvem. A classe agrega dois agrupamentos taxonómicos principais, as ordens Labyrinthulida (ou "redes mucosas") e Thraustochytriida, e um pequeno grupo de amebas filosas com concha, a ordem Amphitremida.  São maioritariamente espécies marinhas, ocorrendo em geral como parasitas sobre algas e ervas marinhas ou como decompositores sobre material vegetal morto.  O grupo também inclui alguns parasitas de invertebrados marinhos.

## Descrição
Embora estejam fora das células, os filamentos são rodeados por uma membrana, sendo formado por extensões do citoplasma ao qual estão ligados por um único organelo designado por sagenogen ou botrossoma. As células são não-nucleadas e tipicamente ovaladas e movem-se para a frente e para trás ao longo da rede amorfa a velocidades que variam de 5 a 150 μm por minuto.
Entre os Labyrinthulida as células estão fechadas dentro dos tubos, e entre os Labyrinthulida as células são ligados aos seus lados.

## Classificação
O taxon Labyrinthulomycetes/Labyrinthulea era tradicionalmente integrado no agora obsoleto filo de "pretensos" fungos Labyrinthulomycota. Foram inicialmente considerados como fungos mucilaginosos atípicos, apesar de não exibirem semelhanças com os restantes tipos.  A estrutura dos seus zoósporos e os resultados de estudos de genética molecular demonstram que são um grupo primitivo de heterokonta, mas a sua classificação e enquadramento filogenético permanecem pouco claros.
Esta classe era geralmente dividida em duas ordens, Labyrinthulales e Thraustochytriales (ICBN), ou Labyrinthulida e Thraustochytrida (ICZN), mas uma terceira ordem, Amphitremida, foi recentemente proposta:
- Ordem Amphitremida Gomaa et al. 2013
  - Família Amphitrematidae Poche 1913
    - Género Paramphitrema Valkanov 1970
    - Género Archerella Loeblich & Tappan 1961
    - Género Amphitrema Archer 1867
- Ordem Labyrinthulida Doflein 1901
  - Família  Oblongichytriidae Cavalier-Smith 2012
    - Género Oblongichytrium Yokoyama & Honda 2007

  - Família Aplanochytriidae Leander ex Cavalier-Smith 2012
    - Género Aplanochytrium Bahnweg & Sparrow 1972 [Labyrinthuloides Perkins 1973]

  - Família Labyrinthulidae Cienkowski 1867
    - Género Labyrinthomyxa Duboscq 1921
    - Género Pseudoplasmodium Molisch 1925
    - Género Labyrinthula Cienkowski 1864 [Labyrinthodictyon Valkanov 1969; Labyrinthorhiza Chadefaud 1956]
- Ordem Thraustochytriida Alderman & 1974
  - Género Pyrrhosorus Juel 1901
  - Género Thanatostrea Franc & Arvy 1969
  - Família Althorniidae Cavalier-Smith 2012
    - Género Althornia Jones & Alderman 1972

  - Família Sorodiplophryidae Cavalier-Smith 2012
    - Género Sorodiplophrys Olive & Dykstra 1975

  - Família Diplophryidae Cavalier-Smith 2012
    - Género Diplophrys Barker 1868

  - Família Amphifilidae Cavalier-Smith 2012
    - Género Amphifila Cavalier-Smith 2012

  - Família Thraustochytriidae Sparrow ex Cejp 1959
    - Género Japonochytrium Kobayasi & Ôkubo 1953
    - Género Sicyoidochytrium Yokoy., Salleh & Honda 2007
    - Género Aurantiochytrium Yokoy. & Honda 2007
    - Género Ulkenia Gaertn. 1977
    - Género Parietichytrium Yokoy., Salleh & Honda 2007
    - Género Botryochytrium Yokoy., Salleh & Honda 2007
    - Género Schizochytrium Goldst. & Belsky emend. Booth & Mill.
    - Género Thraustochytrium Sparrow 1936